# Рахлицы
Ра́хлицы — деревня в Новгородской области России. Входит в Залучское сельское поселение Старорусского района. Постоянное население деревни — 7 человек (2010 год).
Расположена на левом берегу реки Ловать, в её излучине. Здесь есть перекаты, образованные валунами, вымытыми из морены. От Рахлиц начинается нижнее, спокойное течение Ловати.
Деревня — в 14 км от деревни Пинаевы Горки, от которой ещё 10 км до села За́лучье и автодороги Р48. Во время половодья деревня недоступна.
Есть магазин Старорусского райпо. Таксофон с номером телефона +7(81652)74336 установлен по адресу дом 12. Почтовое отделение, избирательный участок и автобус до Старой Руссы — в Пинаевых Горках.

## История
Место это издавна обитаемо. На северо-западной окраине деревни, на левом берегу Ловати, находится памятник археологии — городище, относящееся к рубежу нашей эры.
В VIII—XIII веках н. э. непосредственно здесь, по реке Ловать, проходил путь «из варяг в греки».
Деревня Рахлицы нанесена на план Генерального межевания Старорусского уезда Новгородской губернии, произведённого с 1780 по 1790 год.
В начале XX века в Рахлицах было 53 двора, часовня, почтовое отделение. До 1927 года Рахлицы входили в Шотовскую волость Старорусского уезда Новгородской губернии. С августа 1927 года по июль 1944 года деревня числилась в Ленинградской области, затем отошла к Новгородской области. Рахлицкий сельсовет существовал с ноября 1928 года по апрель 1966 года.
Во время Великой Отечественной войны здесь более двух лет шли бои. О боях под Рахлицами упоминают герои романа «В круге первом» Александра Солженицына. С августа 1941 года по февраль 1943 года Залучский район был оккупирован немецко-фашистскими войсками. Бо́льшая часть деревни была сожжена и разрушена. Около сотни жителей вернулись в деревню после её освобождения, жили во времянках или у родственников, но многие, потеряв всё, уехали.
У гранитного обелиска, в братской могиле в 250 м северо-западнее деревни, захоронены красноармейцы, погибшие в Великой Отечественной войне. В 1974 году сюда перезахоронили останки бойцов с окрестностей деревень Берёзка, Бу́домицы, Горки, Коломна, Ля́ховичи, Погостище, Рахлицы и Старая Перёсса.

## Население
| 2010 |
| ---- |
| 7    |